# Битва при Мённян
Битва при Мённян или битва при Мёнрян — крупное морское сражение во время японско-корейской войны (1592—1598) между японским флотом и флотом королевства Чосон. Произошло 26 октября 1597 года. Флот королевства Чосон во главе с адмиралом Ли Сунсином сражался с японским флотом в проливе Мёнрян, недалеко от острова Чиндо, у юго-западной оконечности Корейского полуострова.
Из-за катастрофического поражения адмирала Вон Гюна в битве при Чхильчхолляне у корейцев осталось всего 13 кораблей. Адмирал Ли считал пролив «последней битвой» против японского флота, который поддерживал продвижение своей сухопутной армии к столице королевства Чосон — Ханьяну (современный Сеул).
Фактическая численная сила японского флота, с которой сражался адмирал Ли, неясна; различные источники указывают, что число японских кораблей могло быть где-то между 120 и 330 кораблями, хотя нижний предел этого диапазона, по-видимому, является подсчётом реальных военных кораблей, а верхний, похоже, относится ко всему японскому флоту (включая примерно 200 поддерживающих невоенных кораблей):312. Независимо от размера японского флота, все источники указывают, что японские корабли численностью значительно превосходили корейские корабли, по крайней мере, в соотношении десять к одному:302. 30 японских военных кораблей были потоплены или повреждены во время битвы. Тодо Такатора, командующий военно-морским флотом Японии, был ранен во время битвы, и половина его подчинённых офицеров также были ранены или убиты. Учитывая неравенство в количестве кораблей, морское сражение считается одной из самых значительных побед адмирала Ли и унизительным морским поражением для японцев. Однако даже после победы оставшийся японский флот всё ещё был в большинстве, поэтому адмирал Ли отступил в Жёлтое море, чтобы пополнить свой флот и иметь больше места для мобильной обороны. После вывода корейского флота японский флот вторгся на западное побережье Кореи, недалеко от островов в уезде Йонгван.

## В популярной культуре
- «Битва за Мён Рян» — южнокорейская кинокартина 2014 года, описывающая ряд эпизодов Имдинской войны, в частности саму битву в проливе Мённян.